# Super Bowl XLI
A Super Bowl XLI a 2006-os NFL-szezon döntője volt. A mérkőzést a Miami Dolphins stadionjában játszották Miamiban 2007. február 4-én.

## A döntő résztvevői
A mérkőzés egyik résztvevője a Indianapolis Colts, amely az alapszakaszban az AFC harmadik kiemeltjeként jutott a rájátszásba. A playoffban a wildcard fordulóban otthon a Kansas Cityt győzték le, majd a konferencia-elődöntőben idegenben a Baltimore-t, a konferencia-döntőben hazai pályán a New England Patriots-t.
A másik résztvevő a Chicago Bears, amely az alapszakaszból az NFC első kiemeltjeként került a playoffba. Erőnyerőként a konferencia-elődöntőben kapcsolódott be a rájátszásba, ahol a Seattle ellen nyert. A konferencia-döntőben a New Orleans-t győzte le.
Korábban mindkét csapat egyszer nyert NFL-t, az Indianapolis az 1970-es szezont, a Chicago pedig az 1985-öst.

## A mérkőzés
A mérkőzést 29–17-re az Indianapolis nyerte, amely története második Super Bowl-győzelmét szerezte. A legértékesebb játékos a Colts irányítója, Peyton Manning lett.
| N | Idő   | Drive | Drive | Drive     | Csapat | Play leírása                                                                            | Pont  | Pont  |
| N | Idő   | Play  | Yard  | Időtartam | Csapat | Play leírása                                                                            | Colts | Bears |
| - | ----- | ----- | ----- | --------- | ------ | --------------------------------------------------------------------------------------- | ----- | ----- |
| 1 | 14:46 | –     | –     | –         | Bears  | Touchdown. Devin Hester 92 yardos visszahordás, Robbie Gould jutalomrúgás.              | 0     | 7     |
| 1 | 07:50 | 9     | 80    | 4:30      | Colts  | Touchdown. Reggie Wayne 53 yardos átadás Peyton Manningtől, rossz jutalomrúgás.         | 6     | 7     |
| 1 | 05:34 | 4     | 57    | 2:00      | Bears  | Touchdown. Muhsin Muhammad 4 yardos átadás Rex Grossmantól, Robbie Gould jutalomrúgás.  | 6     | 14    |
|   |       |       |       |           |        |                                                                                         |       |       |
| 2 | 11:17 | 8     | 47    | 3:52      | Colts  | Mezőnygól. Adam Vinatieri 29 yardról.                                                   | 9     | 14    |
| 2 | 06:09 | 7     | 58    | 3:08      | Colts  | Touchdown. Dominic Rhodes 1 yardos futás, Adam Vinatieri jutalomrúgás.                  | 16    | 14    |
|   |       |       |       |           |        |                                                                                         |       |       |
| 3 | 06:26 | 13    | 56    | 7:34      | Colts  | Mezőnygól. Adam Vinatieri 24 yardról.                                                   | 19    | 14    |
| 3 | 04:16 | 6     | 62    | 2:07      | Colts  | Mezőnygól. Adam Vinatieri 20 yardról.                                                   | 22    | 14    |
| 3 | 01:14 | 6     | 14    | 2:02      | Bears  | Mezőnygól. Robbie Gould 44 yardról.                                                     | 22    | 17    |
|   |       |       |       |           |        |                                                                                         |       |       |
| 4 | 11:44 | –     | –     | –         | Colts  | Touchdown. Kelvin Hayden 56 yardos interception touchdown, Adam Vinatieri jutalomrúgás. | 29    | 17    |